# SIDOOH/士道
『SIDOOH/士道』（しどう）は、髙橋ツトムによる日本の漫画。『週刊ヤングジャンプ』（集英社）にて2010年48号まで連載。単行本は全25巻。

## 概要
江戸時代、動乱の幕末を舞台にたくましく生きる少年達を描いている。勝海舟や高杉晋作など実際に幕末に活躍した人物が数多く登場している。

## 登場人物

### 白連隊
雪村翔太郎（ゆきむら しょうたろう）
主人公。上総国出身。愛称は「翔（しょう）」。コロリで亡くなった母の「腕を磨け」という言葉に、父の形見の剣を取り、弟と共に強くなるために江戸へ向けて旅立つ。途中で出会った清蔵により源太郎と共に白心郷に売られ、生き様（いきためし）の為の生贄に捧げられるも見事朝路を打ち破り瑠儀に認められる。以降は白心郷の童連として剣の修行を積む。二年後、立派に成長した翔は白心郷の刺客集団（白連隊）として黒船・ワシングトンを襲撃。黒船を撃沈した後、白心郷に裏切られ処刑された清蔵に変わり、白連隊の長となる。さらに一年後、各々の武士道を見つけ瑠儀を討ち取るべく江戸、会津では佐川官兵衛の元にて修行を積む。その腕前は新撰組の土方歳三と互角、怪我をしていた高杉晋作と対峙するときには、わざと自分も傷を負いながら打ち倒すほど成長した。根は優しい性格で武士としての礼儀を重んじる。目的であった瑠儀を討って白心郷を崩壊させることに成功したが重傷を負った後、源太郎に遺言して死去。
雪村源太郎（ゆきむら げんたろう）
翔太郎の弟。愛称は「源（げん）」。兄と共に旅立つ。翔と同じく白心郷に売られるも兄と共に童連にて修行することを許される。二年後、黒船・ワシングトン襲撃の際には白連隊の切り込み役として活躍。清蔵の処刑に対してもっとも感情的になった。江戸では兄と共に剣の腕を磨くべく撃剣集会に参加。大会を滅茶苦茶にする。会津では佐川官兵衛との勝負に負け、切腹を決意するも佐川に命を預けられる。それ以降は佐川を師匠と慕う。一度衝突はあったものの相馬兄弟の妹、相馬菊乃と仲良くなる。破天荒で高慢ではあるが、素直な少年で、段々義理人情に厚い逞しい男に成長している。剣の腕前もかなり上達し、圧倒的不利の状況で長州藩の桂小五郎に実質勝利している。瑠儀は俺が絶対に倒すと強い信念を抱いている。座右の銘は「がす」、漢字では「我主」。兄と共に瑠儀を討つことに成功するが、兄を失い失意の中で会津、函館戦争を戦う。死んだ者達が出来なかった刀を鞘に収めることを決意して皆の元に帰還する姿で物語は幕を閉じる。
百舌（もず）
白連隊の紅一点。清蔵いわく「コイツと寝て生き残った男はいない」といわれる妖艶美女。その美貌から黒船襲撃の際には芸者として潜入したりと活躍は多い。黒船・ワシングトンで捕われ、翔に助けられたことをきっかけに彼に恋愛感情を抱く。江戸ではインチキ占い師、会津で鍼灸師、京では軍鶏鍋屋として生業を立て、翔たちを助けている。軍鶏鍋は絶品との評判。勝海舟が「江戸に店を出させる」と言ったほどの味。翔太郎と祝言をあげ、夫婦となる。第二次長州征討の際に会津に戻り後に出産。翔太郎との間に一子・谺（こだま）を儲ける。翔太郎の死に号泣するが、谺を育て上げるというモチベーションで会津戦争後も存命。
鮫島太助（さめじま たすけ）
白連隊の一人。情報役。通称「鮫」。表立っての活躍の場はあまりなかったが影で白連隊を支えてきた要の人物。百舌と共に行動することが多い。第二次長州征討の際に長州藩に捕まり、切腹する。
朝倉清蔵（あさくら きよぞう）
白連隊結成時の長。天才的な剣の腕をもつ悪党。人殺しに罪悪感を持たず、金を第一とする。良くも悪くも翔と源を白心郷に身売りした張本人。清蔵自身も姉と共に白心郷に拾われた過去を持つ。翔に初めて剣術を教えた人物でもある。白心郷では欲の為に人を虫けらみたいに殺めていた。色男などと呼ばれる程の美男子。水商売にも手を出していたが未納のまま。実は仲間思いで、真のサムライになりたいという熱い気持ちを持っていた。白心郷の脱走者を追っていた時に翔と源に出会い、業物「小鬼丸光宗」を奪って白心郷に身売りした。白心祭では朝路に敗北寸前の翔にアドバイスをし勝利に導いた。その二年後瑠儀によって編成された刺殺集団「白連隊」の長に任命され、倒幕を目指した。黒船・ワシングトン襲撃では幕臣・堀彦五郎と一騎討ちを行って圧勝し、その結果白連隊の長として見事黒船を撃沈した。しかし、伊能を助ける為に幕府に囚われ、裏切った瑠儀により打ち首にされ、その命を散らした。埋葬碑は百舌によって横浜の山中に伊能と共に作られた。
伊能謙之助（いのう けんのすけ）
白連隊の一人。通称「伊能どん」。白連隊結成時はまだ幼い翔と源を見下していたが、徐々に気持ちが真っ直ぐな兄弟に感化されていった。源とは稽古をつけてやり、戦闘時には斬った人数を競うなど仲良しだった。昔白心郷に拾われて来た時に清蔵に言われた言葉に従って生きてきた。武士に憧れていたが、最後は立派な武士になれたと清蔵に認められた。横浜港に滞在していた際に洗濯屋の小春に恋をするも、田辺によって小春を殺され復讐に燃える。黒船・ワシングトンに乗り込んだ際、田辺と一騎討ちをするも圧倒的な力の前に手も足も出なかった。砲撃にふら付いた田辺を奇襲するも銃撃され大怪我を負ってしまう。黒船から無事脱出するも海岸で清蔵と共に幕府に捕まる。その後、獄中で静かに息を引き取った。死に際に清蔵を立派な大将だったと称えた。埋葬碑は百舌によって横浜の山中に清蔵と共に作られた。

### 白心郷
瑠儀（るぎ）
上総の大領主で白心郷の祖。日本を自分の支配下に置こうとする野心家。人間の臓器を薬として売りさばき、大規模な私兵を持つ。薩長と同盟して白薩長と呼称されるほどの勢力となるが、西郷ら薩長側や捨て駒として利用した翔太郎ら双方から限定的に共闘になるほど危険視されてもいた。最期は翔太郎らに殺害されてその野望は潰える。
那鴨（ながも）
白心郷の番頭。島原で遊んでいたところをリャンキナーに拉致され、井戸に吊るされていた。翔と源に命乞いをするも、翔に殺される。
桐竹九十九（きりたけ つくも）

阿羅々（あらら）

吽羅々（うらら）

朝倉雫（あさくら しずく）
清蔵の姉。弟の清蔵と共に白心郷に拾われた過去を持つ。
田辺嘉次郎（たなべ かじろう）
浅草で着物屋を営んでいた商人。二人の娘のうち一人をコロリで亡くし生きることに絶望し、白心郷に入郷を希望した。博打と女好きから店は傾き借金に追われる日々で、白心郷の噂だけを信じ我が身かわいさからの入郷希望は明白だった。「もるみ」という言葉を生み出した。自らが創った言葉を皆が唱和してくれるのに快感を持っていた。瑠儀によって試され、厄災だらけの下界を捨てて入郷を許される。白心祭では男を上げる為に「火駆の儀」に参加し、御神体まで後一歩の所まで行ったが、突き飛ばされて灼熱に堕ちて焼け死んだ。
川窪朝路（かわくぼ あさじ）
白心道を歩みし童士。13歳（1856年時）。童連隊の一人。剣の腕前は童連隊一。童連の中でも郷を思う心は不動。白心祭で皆の前で下界の民を愚断し郷と瑠儀に忠誠を示す為の「祝心の儀」に選ばれた。祝心は朝路にとって幼いころから夢に描いていたもので、胸が高鳴っていた。下界の民である翔に飯を与えたが、情けを掛ける事は無かった。祝心の儀では翔と対決し、剣技では勝り朝路優勢だったが、刀が竹光だから見下したのと翔の作戦にはまり敗北し止めを刺される。瑠儀によって剣を与えられるも翔に負けた為、翔の手に渡ってしまった。
山崎彦三郎（やまざき ひこさぶろう）
白心郷から粉代を持ち逃げし下界にお蓮とその娘と潜んでいた。実は盗んだ粉代は僅かだったが、郷抜奪財の罪に賭けられる。人の肝から出来た粉を売るのに嫌気がさした為に郷を抜けた。瑠儀から攘夷の命を受けた清蔵が翔と源を試す為に首を獲って来させた。翔と源によって誘き出されて、命乞いをするも愚断の覚悟を決めていた翔と源に殺され首を取られる。

### 江戸幕府
徳川家茂（とくがわ いえもち）
江戸幕府第14代征夷大将軍。長髪で菓子好き。家茂はわずか20年の生涯であったが、幕末の動乱期の中をその若さで潜り抜けていることは高く評価されている。勝海舟からは、「若さゆえに時代に翻弄されたが、もう少し長く生きていれば、英邁な君主として名を残したかもしれない。武勇にも優れていた人物であった」と評価されている。
井伊直弼（いい なおすけ）
江戸幕府の大老。彦根藩主。1853(嘉永6)年の日本は黒船の来航に開国か鎖国か大きく揺るいでいた。井伊直弼は1858(安政5)年にアメリカの要求に屈し幕府の独断により開国を決断した。これに対し孝明天皇と幕政改革派で尊皇攘夷を掲げる一橋派は大激怒した。南紀派の井伊直弼は自らの政敵に対し史上空前の大弾圧を行った(安政の大獄)。1860(安政7)年幕府に反逆の牙を向いた攘夷派は幕府最高権力者の大老井伊直弼暗殺を計画した。同年3月3日水戸勤皇浪士によって雪が舞う中、江戸城の桜田門外で暗殺された(桜田門外の変)。この歴史的テロ行為を機に日本は幕末動乱の時代に突入した。
酒井忠義（さかい ただあき）
江戸幕府の京都所司代。薩摩急進派藩士によって関白・九条尚忠と共に暗殺を企てられていた。本編には名前のみ登場。
堀彦五郎（ほり ひこごろう）
江戸幕府の幕臣。神奈川奉行。開国派で国家転覆を企む国賊を国の恥とだという思想の持ち主。不祥事が起こる毎にジョンソンから責任を押し付けられていた。英語が話せる。水戸の浪士が洗濯屋として侵入している事に感づき、お園を拉致監禁した。お園が黒船襲撃を吐いたので清水屋を襲撃し田辺に皆殺しにさせた。黒船・ワシングトンでジョンソンの裏切りを目の当たりにし絶望する。そして、清蔵と日本の行く末を駆けて一騎討ちを行うも首を刎ねられる。
田辺道孝（たなべ みちたか）
江戸幕府の幕臣。神奈川奉行。江戸で比肩なき一流の剣士。堀の側近。剣の腕前は伊能が手も出ない程で、清蔵に引きも劣らず。回りくどい事を嫌い、徹底的に斬り捨てる。横浜港に侵入した攘夷派の川畑や小春らを容赦なく皆殺しにした。人を見抜く力も冴えており、百舌の不振さに逸早く感づいていた。黒船・ワシングトンでは伊能と刀を交え圧倒的な力の差を見せ付けた。しかし、白連隊を捜していた際に裏切ったジョンソンが率いる艦隊の砲撃を受けワシングトンと共に海に沈んだ。
山形（やまがた）
江戸幕府の幕臣。神奈川奉行。
勝海舟（かつ かいしゅう）
江戸幕府の幕臣。蕃所調所頭取。冗談好きなハイテンションな性格でよく滑っている。だか筋は通っていて皆から尊敬されている。アメリカ産のバボンがお気に入り。会津・盤明館による撃剣集会の開会の挨拶では、日本人の魂が宿っている剣を捨てては国を創れなく、これからは一つの物に捕らわれずに新しいものを取り入れるのを恐れてはいけないと説き、白連隊や新撰組などの聞き手を関心させた。集会後は翔と源に侍と言うものを桜に例えて語り、安心して腰を降ろせる場所を創るように諭して会津藩の佐川官兵衛を紹介した。源からは「イチモツおやじ」と呼ばれている。国を想うも「自分は侍ではない」と目的のため手段を選ばない腹黒さを持つ。翔太郎からは恩義はあるが全てが終わったら斬ると吐き捨てられる（死去したため実現せず）。

### 会津藩
松平容保（まつだいら かたもり）
会津藩九代目藩主。京都守護職。佐幕の筆頭である会津藩の主。間の抜けた面をしている。天気がいいと散歩をする等のんき者である。責任感が人一倍有り、決めた事を決して曲げない。幕府からの命に従って京都守護職に就き、京に上洛する。あえて火中の栗を拾う男気のある人物である。近藤ら浪士組が京都守護職に加わることを許可した。口癖は「ぴゅー」。
佐川官兵衛（さがわ かんべえ）
会津藩の家老。会津藩の藩校・日新館講釈所の指導者。剣の腕前は超一流で、翔と源は初めて剣を交えた際に格の違いを痛感した。日々の鍛錬を欠かさない。性格は直情的だが人情に厚く、生徒からの信頼も厚い。江戸で火消しを殺めてしまった為に謹慎となっている。身寄りの無い相馬兄妹の面倒を見ている。勝が翔と源に紹介した剣士。剣を構えずとも発せられる威圧感に翔は手も足も出なかった。腕が無いにもかかわらず武士や切腹という源を徹底的に打ちのめした。その後、切腹の決意を固めた源の命を預かるなど温情ある対処をした。翔に縁談を持ちかけるも断られる。謹慎中のため早川の護衛を白連隊に託す。源からは「官兵衛兄貴」と呼ばれている。白心郷との最終決戦では活躍を果たす。
早川（はやかわ）
会津藩の家老。会津に着いた白連隊に官兵衛を紹介した人物。官兵衛とは別に塾を構えており相馬兄妹らが世話になっていて、源も入塾した。会津では珍しい女でも学べる塾である。甥である元吉の脱藩に疑問を抱き、松平容保が京都守護職に就く際、白連隊と共に京への上洛に同行した。しかし、さらし首にされた元吉の姿を見てショックを受け出家し、京の黒谷で仏門に入り死ぬまでの幾年日本の泰平を祈る決意をした。「じさま」と呼ばれている。
神保内蔵助（じんぼ くらのすけ）
会津藩の家老。忠臣でもある。木村次郎兵衛の上司。松平容保が京都守護職に就く際、京への上洛に同行し京都守護職会津藩本陣では実権を握っていた模様。白連隊が会津の本隊と同じ働きが出来る事を許可した。本編には名前のみ登場。
早川元吉（はやかわ もときち）
会津藩士。早川のじさまの甥。忠誠心が強い事で有名だったが、京の気運に流されて脱藩する。しかし、阿羅々と吽羅々による尊攘派の愚断に合い殺される。翌日、京の黒谷の川辺に「半」と書かれた札と共にさらし首にされた。
木村次郎兵衛（きむらじろうべえ）
会津藩士。京都守護職公用方。早川家に仕える若い藩士。マンボウの様な顔立ち。江戸に在住していたが、早川が居た江戸の日本橋の「新田屋」にかけつける。松平容保が京都守護職に就く際、京への上洛に同行した。女関係は苦手で百舌を食事に誘うも失敗する。女遊びが好きで気兼ねする度に「相模屋」に通っている。源太郎の初経験のきっかけになる。京の黒谷の川辺で元吉のさらし首を発見し辻斬りへ復讐を誓う。白連隊が京都見廻組別隊会津白連隊になるように尽力をつくす。将軍襲撃事件の際に斬られ源太郎に看取られながら死亡。
内山秀臣（うちやま ひでおみ）
会津藩士。

### 長州藩
高杉晋作（たかすぎ しんさく）
長州藩士。革命家。24歳（1862年時）。乱世の中、上海に行き米国支配の現状を目の当たりにする。日本を守るため革命(尊王攘夷)の先頭を切って活躍する。上海で買った拳銃を所持。二丁購入し、一丁は坂本竜馬に贈った。清蔵によく似た容貌をしており、源は初め死んだはずの彼が生きていたと勘違いしたほどである。三味線をたしなみ、十八番は自作の「レボリューションの唄」。翔のことをかっており、英国公使館焼打ちに誘うが断られる（それが翔にとってのレボリューションだった）。以降は討幕の長州と佐幕の会津という関係上、白連隊とは敵同士となっている。また、彼にとってのレボリューションとは、国を救うためにあえて「壊す」ことである。英雄と呼べる役割を果たすが労咳により短命に終わる。
桂小五郎（かつら こごろう）
長州藩士。神道無念流剣術を扱う練兵館元塾頭の剣豪。吉田松陰の弟子で、一君万民論を信仰している。江戸の浅草で百舌が開いていた百舌堂の神降りの噂を聞き付けて訪れる。百舌のイカサマを判っていながらも、それをからかって楽しんでいる。会津・盤明館による撃剣集会に参加するも源によって引き起こされた大乱闘により中止になってしまった。高杉と二枚看板的な人物だが高杉に比べると容姿の描かれ方、言動の扱いが悪い。
久坂玄瑞（くさか げんすい）
長州藩士。吉田松陰の弟子の一人。高杉が萩にいた頃からの幼馴染。いつも一人で突っ走る高杉を何だかんだサポートしている。冷静な一面も覗かれる。あまり芸者には興味が無い模様。1863（文久3）年12月12日には高杉晋作や井上聞多らとともにイギリス公使館の焼討ちに参加するなどの過激な行動を実践する。
井上聞多（いのうえ もんた）
長州藩士。高杉と行動を共にし過激な攘夷を行う志士。常に冷静な久坂に対し気が短い。1863（文久3）年12月12日には高杉晋作や久坂玄瑞らとともにイギリス公使館の焼討ちに参加するなどの過激な行動を実践する。源からは「ひげ野郎」と呼ばれている。
吉田松陰（よしだ しょういん）
長州藩士。松下村塾の塾長。瑠儀と共に佐久間象山の下で学んだ。弟子には高杉晋作、桂小五郎、久坂玄瑞などがいる。一君万民論を提唱した。1858(安政5)年、井伊直弼による安政の大獄によって処刑される。本編には名前のみ登場。
石嶋両右衛門（いしじま りょうえもん）
長州藩士。神道無念流剣術を扱う練兵館の剣士。

### 薩摩藩
島津久光（しまづ ひさみつ）
薩摩藩第十一代藩主・島津斉彬の弟。藩の実権を握り公武合体を唱えた。1862（文久2）年京都の伏見の船宿「寺田屋」で薩摩急進派藩士が京都所司代・酒井忠義と関白・九条尚忠の暗殺を企てていた所を襲撃し、10人以上が死亡した（寺田屋事件）だが、倒幕への流れは止まることを知らず過激化し、尊皇攘夷急進派のテロや暗殺が横行した。本編には名前のみ登場。
西郷隆盛（さいごう たかもり）
薩摩藩士。薩摩のリーダー。リャンキナーから愛で出来ていると評される人物。リャンの死後は手段を選ばない冷酷さが芽生える（ただし行動自体は史実通り）。
大久保利通（おおくぼ としみち）
薩摩藩士。西郷の流刑中に密かに会いに来た。
リャンキナー
琉球国の王子。西郷とは親子の契りがある。西郷隆盛と共に白薩長同盟の会議に参加し、また西郷の命令により雪村兄弟と共同で坂本龍馬を討つ。西郷誘拐事件の際には翔太郎達と共闘するも殺されてさらし首にされる。

### 土佐藩
坂本龍馬（さかもと りょうま）
土佐藩士。瑠儀とビジネスで連む金目当ての悪役として描かれる。雪村兄弟に暗殺される（史実では犯人不明）。
中岡慎太郎（なかおか しんたろう）
土佐藩士。龍馬に「慎ちゃん」と呼ばれるほど絆は深い。龍馬に比べると容姿が良く描かれ、腰巾着的な役回りなので悪役感は希薄。龍馬同様雪村兄弟に暗殺される。
岡田以蔵（おかだ いぞう）
土佐藩士。通称「人斬り以蔵」。鉄正親分の手下。間の抜けた面をしているが、鉄正のお気に入りである為相当な腕の使い手だと思われる。京で大手振って歩く為に鉄正の配下になった。鉄正が連れて来た源に助言を与えた。源とはかなり気が合う模様。源に元吉らを殺した辻斬りが鞍馬の天狗だと教えた。
大沢正泉（おおさわ せいせん）
土佐藩士。鏡新明智流剣術を扱う士学館の剣士。

### 水戸藩
川畑大吾（かわばた だいご）
水戸藩士。攘夷派。桜田門外で井伊を討った志士の一人。攘夷の為に腹を決めて国を守ろうという思想の持ち主。剣技はそれなりの模様。国賊共の無法地帯の横浜を襲撃する為に江戸で白連隊と合流する。しかし、この情報が幕府に漏れていて宿屋を襲撃され仲間三人を失う。川畑だけが白連隊の助けを受け生き残った。白連隊を最強の刺殺集団として大いに期待していた。しかし、洗濯屋が攘夷を企む水戸の輩とばれた為、田辺道孝によって殺害される。
長戸嘉平（ながと かへい）
水戸藩士。攘夷派。横浜港で「清水屋」という洗濯屋に扮して黒船・ワシングトン襲撃の機会をうかがっていた。洗濯屋であった理由は船から仕事が舞い込むから。白連隊が横浜港に滞在する間に面倒を見ていた。しかし、洗濯屋が攘夷を企む水戸の輩とばれた為、田辺道孝によって殺害される。

### 浪士組
清河八郎（きよかわ はちろう）
浪士組の浪士取締役。庄内藩士。1863（文久3）年2月4日、江戸小石川の伝通院で尊皇攘夷を唱える諸国浪士達のテロに手を焼いていた幕府が献策を利用した人物。それは江戸で集めた浪士を京に送り込み不適浪士を制するもの。そして3月に上洛する将軍家茂の警護。人数50名手当て50両の募集について集まったのは300余名で、結局手当てを一人10両とし200余名が残った。同年2月8日、浪士組を率いて京都へと江戸を発った。しかし、朝廷に建白書を提出し浪士組の江戸帰還を提案した為、近藤ら一部が脱退してしまう。

### 壬生浪士組
近藤勇（こんどう いさみ）
壬生浪士組の一人。道場・試衛館の主。厳つい強面で豪快な性格の持ち主。会津・盤明館による撃剣集会に参加するも源によって引き起こされた大乱闘により中止になってしまった。1863（文久3）年、清河八郎の建策を容れ、江戸幕府は14代将軍・徳川家茂の上洛警護をする浪士組織「浪士組」への参加者を募った。斎藤一を除く試衛館の8人はこれに参加することを決め、2月8日、浪士組一向と共に京都に向けて出発した。2月23日に京都に到着すると、壬生郷士の八木源之丞の邸に宿泊し世話になった。清河は朝廷に建白書を提出し浪士組の江戸帰還を提案した。近藤は異議を唱え芹沢鴨らと共に京に残留する。京都守護職会津藩主・松平容保に嘆願書を提出し、京都守護職の配下となった。最後は徳川の凋落を象徴するかのように捕らえられて処刑される。
土方歳三（ひじかた としぞう）
壬生浪士組の一人。道場・試衛館の門人。普段は冷静沈着でクールだが、直ぐに熱くなる性格の持ち主。態度がでかい。剣の腕前は翔と同格。会津・盤明館による撃剣集会に参加するも源によって引き起こされた大乱闘により中止になってしまった。1863（文久3）年、14代将軍・徳川家茂の上洛警護をする浪士組織「浪士組」への参加をするも、江戸帰還へ異議を唱え脱退する。その後、会津藩に将軍護衛を嘆願し木村次郎兵衛によって行われた試し合いで翔に指名され勝負した。勝負は両者引かずで、会津藩主・松平容保が現れた為に中止となった。源からは「ガタやん」と呼ばれている。函館戦争まで戦うがついに戦死。源太郎に「あんただけは死ぬと思ってなかった」と嘆かせる。
沖田総司（おきた そうじ）
壬生浪士組の一人。道場・試衛館の門人。童顔だが剣の腕前は相当なもの。会津・盤明館による撃剣集会に参加するも源によって引き起こされた大乱闘により中止になってしまった。その際に実戦向きの源と剣を交えたいと言い放った。1863（文久3）年、14代将軍・徳川家茂の上洛警護をする浪士組織「浪士組」への参加をするも、江戸帰還へ異議を唱え脱退する。その後、松平容保が京都守護職を務めていた会津藩の預かりとなる。悪化する病状を仲が良い源太郎は心配していた。ついには死去。
永倉新八（ながくら しんぱち）
壬生浪士組の一人。道場・試衛館の門人。1863（文久3）年、14代将軍・徳川家茂の上洛警護をする浪士組織「浪士組」への参加をするも、江戸帰還へ異議を唱え脱退する。その後、松平容保が京都守護職を務めていた会津藩の預かりとなる。喧嘩を売ってきた浪士組の一部を剣なしで一掃するなど体技は相当なもの。
斎藤一（さいとう はじめ）
壬生浪士組の一人。道場・試衛館の門人。茶髪で白い羽織を着ている。試衛館で唯一「浪士組」へ参加しなかった。近藤らとは別で上洛し八木邸で合流する。その後、松平容保が京都守護職を務めていた会津藩の預かりとなる。
原田左之助（はらだ さのすけ）
壬生浪士組の一人。道場・試衛館の門人。丸坊主で眉が細く首にスカーフを掛けている。1863（文久3）年、14代将軍・徳川家茂の上洛警護をする浪士組織「浪士組」への参加をするも、江戸帰還へ異議を唱え脱退する。その後、松平容保が京都守護職を務めていた会津藩の預かりとなる。喧嘩を売ってきた浪士組の一部を剣なしで一掃するなど体技は相当なもの。
芹沢鴨（せりざわ かも）
壬生浪士組の一人。鳥顔で眉が太い。1863（文久3）年、14代将軍・徳川家茂の上洛警護をする浪士組織「浪士組」への参加をするも、江戸帰還へ異議を唱え脱退する。その後、松平容保が京都守護職を務めていた会津藩の預かりとなる。
有川（ありかわ）
壬生浪士組の一人。
能見（のうみ）
壬生浪士組の一人。

### 朝廷
孝明天皇（こうめい てんのう）
第121代天皇。
九条尚忠（くじょう ひさただ）
関白。薩摩急進派藩士によって京都所司代・酒井忠義と共に暗殺を企てられていた。本編には名前のみ登場。

### 欧米
ジョンソン
米国船ワシングトン艦長。黒船・ワシングトンでの宴の主催者。日本に蒸気機関車や電信機、コーヒー等の日本より進んでいると欧米人が思っている文明を伝えた。圧倒的な力の差を知らし召させれば極東のサルどもは刃向かう気も起きないだろうと踏んでいた。以前より剣術を見たがっていた。横浜で不祥事が起こる毎に幕府の責任としていた。黒船・ワシングトンではフォードの死を気にもせず、百舌を強姦しようとした。白連隊によってワシングトンが炎上し、日本人によって沈められるのを拒んで、幕府を裏切り船を砲撃した。
フォード
米国船ワシングトン副艦長。職務上ではジョンソンの右腕的役割であったが、個人的に気が合った訳でもなかった。友人から日本人女性はベッドでいざという時、唾を塗って用意してくれていたと聞いていたので百舌にそれを期待していた。しかし、肉欲に溺れ百舌に斬られるという男として余りに情けない最期を遂げた。

### その他
小春（こはる）
水戸藩が横浜港で営む「清水屋」という洗濯屋に勤めていた女店員。清水屋に世話になっていた馬鹿正直な伊能といい感じだった。しかし、お園によって水戸藩の攘夷がばれ、幕府によって清水屋全員殺される。伊能は小春の簪を形見にした。
お園（おその）
水戸藩が横浜港で営む「清水屋」という洗濯屋に勤めていた女店員。甘味屋「かしわや」を訪れた際に店を出た所を、幕府によって捕らわれる。堀や田辺らによる拷問を受け水戸藩の攘夷を漏らしてしまう。拷問後、田辺によって斬り殺される。
相馬健吾（そうま けんご）
日新館講釈所の学生。親も兄妹も病でなくし孤児になった。その後は官兵衛に世話をしてもらっている。目上の人を敬うなど、礼儀正しい。日新館だけではなく、早川の行っている塾にも参加している。源太郎に懐いていて師弟関係になっている。
相馬菊乃（そうま きくの）
健吾の妹。聴覚に障害がある。親も兄妹も病でなくし孤児になった。その後は官兵衛に世話をしてもらっている。早川の行っている塾にも参加している。初めは源太郎の暴力的な態度を快く思っていなかったが、不器用さ丸出しの源太郎と徐々に親しくなっていく。菊乃が障害によって出来ない事は全て請け負うと源太郎と約束する。源太郎が会津を発つ際に「大がす」と彫られた短剣を預けられる。終盤源太郎と結ばれて夫婦になる。
森田清二郎（もりた せいじろう）
日新館講釈所の学生。
佐久間象山（さくま しょうざん）
松代藩士。思想家。門弟には瑠儀と吉田松陰がいる。慶喜に公武合体論と開国論を説いた。しかし、当時京は尊皇攘夷派の志士の潜伏拠点となっていた為、1864（元治元）年、三条木屋町で前田伊右衛門、河上彦斎等の手にかかり暗殺される。本編には名前のみ登場。
権田利五郎（ごんだ としごろう）
京の厄座者。鉄正親分の手下。巨大な数珠を首から下げている巨大な男。京ではそれなりに名が知られているらしい。源が早川元吉らを殺した辻斬りを探している道中に出会った。源に売られた喧嘩を買って仲間と襲い掛かった自信過剰で自分の腕を過信していたものの仲間諸共一蹴される。
鉄正（てつまさ）
京の厄座者の頭。西洋風の服装をしている入道。とにかく強いものが好きで腕の立つ者にはいくらでも金を使う。京で大手振って歩きたいのなら鉄正を味方につけるのが一番。手下には岡田以蔵や権田利五郎らがいる。とても気に入ると床にも誘ってくる。手下の若い者15人を源に斬られるも、そんな強さを持つ源を気に入る。

## 単行本
髙橋ツトム『SIDOOH/士道』 集英社〈ヤングジャンプコミックス〉。全25巻。
- 第1巻 2005年6月 ISBN 4-08-876812-4
- 第2巻 2005年9月 ISBN 4-08-876853-1
- 第3巻 2005年12月 ISBN 4-08-876895-7
- 第4巻 2006年3月 ISBN 4-08-877046-3
- 第5巻 2006年6月 ISBN 4-08-877096-X
- 第6巻 2006年9月 ISBN 4-08-877142-7
- 第7巻 2006年11月 ISBN 4-08-877168-0
- 第8巻 2007年2月 ISBN 978-4-08-877218-9
- 第9巻 2007年5月 ISBN 978-4-08-877261-5
- 第10巻 2007年8月 ISBN 978-4-08-877310-0
- 第11巻 2007年11月 ISBN 978-4-08-877350-6
- 第12巻 2008年2月 ISBN 978-4-08-877393-3
- 第13巻 2008年5月 ISBN 978-4-08-877440-4
- 第14巻 2008年8月 ISBN 978-4-08-877490-9
- 第15巻 2008年11月 ISBN 978-4-08-877545-6
- 第16巻 2009年2月 ISBN 978-4-08-877596-8
- 第17巻 2009年5月 ISBN 978-4-08-877646-0
- 第18巻 2009年8月 ISBN 978-4-08-877699-6
- 第19巻 2009年11月 ISBN 978-4-08-877756-6
- 第20巻 2010年2月 ISBN 978-4-08-877810-5
- 第21巻 2010年6月 ISBN 978-4-08-877888-4
- 第22巻 2010年8月 ISBN 978-4-08-879014-5
- 第23巻 2010年11月 ISBN 978-4-08-879054-1
- 第24巻 2011年3月 ISBN 978-4-08-879093-0
- 第25巻 2011年4月 ISBN 978-4-08-879094-7

## 関連作品
- 士道 サンライズ - 明治時代を舞台とする同作者の次回作。帝国海軍士官となった翔太郎の息子・谺を主人公とする。
- 『週刊新マンガ日本史』37号 高杉晋作 - 本編では少ししか触れていなかった高杉晋作が上海へ留学した時の様子を描いている。